# Reza Ghoochannejhad
Reza Ghoochannejhad Nournia (Perzisch: رضا قوچان نژاد نورنیا), (Mashhad, 20 september 1987) is een Iraans voetballer die doorgaans als aanvaller speelt. Hij verruilde sc Heerenveen in juli 2018 transfervrij voor APOEL Nicosia dat hem in 2019 verhuurde aan Sydney FC. Ghoochannejhad groeide op in Nederland en kwam uit voor de Nederlandse nationale jeugdploegen, maar koos uiteindelijk voor het Iraans voetbalelftal waarvoor hij in 2012 debuteerde. Op de laatste dag van zomertransferperiode 2019 keerde Reza terug naar Nederland, waar hij bij PEC Zwolle een contract voor twee jaar ondertekende. Hij scoorde op 15 september 2019 in zijn eerste wedstrijd tegen RKC (als eerste invaller ooit in de eredivisie) 4 doelpunten.

## Clubcarrière
In 1995 kwam hij in Nederland en speelde bij LAC Frisia 1883 en Cambuur Leeuwarden voor hij in de jeugdopleiding van Heerenveen kwam.
In april 2006 maakte hij zijn debuut in het betaalde voetbal door in de thuiswedstrijd van sc Heerenveen tegen AZ in te vallen voor Fernando Derveld. Ghoochannejhad werd tijdens de winterstop van seizoen 2006/07 verhuurd aan Go Ahead Eagles. Tijdens een oefenduel aan het einde van het seizoen liep hij daar een zware blessure op. De revalidatie volgde bij de Friese club. De voetbaljaargang erop speelde hij opnieuw bij sc Heerenveen, maar kwam niet voor het eerste elftal in actie. Ditzelfde gold voor de eerste helft van het seizoen 2008/09, maar na de winter werd de aanvaller opnieuw aan een Eerstedivisieclub verhuurd. Dit keer speelde Ghoochannejhad bij FC Emmen.
In de zomer van 2009 leverde Ghoochannejhad zijn contract bij sc Heerenveen in om zich op zijn studie te gaan richten. Daarnaast sloot hij zich als amateur aan bij Go Ahead Eagles, zijn tweede dienstverband bij de Deventer club. Hoewel Go Ahead Ghoochannejhad in de winterstop van seizoen 2009/10 wilde contracteren, koos hij ervoor per direct naar SC Cambuur te vertrekken, waar hij een contract tekende voor 2,5 jaar. In zijn eerste wedstrijd voor Cambuur, op 22 januari 2010 tegen BV Veendam, maakte hij na negen seconden zijn eerste doelpunt voor zijn nieuwe ploeg.
In het eerste half jaar bij SC Cambuur kwam hij niet altijd goed uit de verf. Mede doordat hij vaak als vleugelspeler werd gebruikt, door het sterke spel van Mark de Vries in de spits. Daarnaast speelde hij vooral als invaller. Uiteindelijk speelde hij in dit seizoen 13 wedstrijden en scoorde 2 doelpunten tegen BV Veendam en tegen FC Oss.
In het seizoen 2010/11 is Ghoochannejhad definitief doorgebroken bij Cambuur. Het hoogtepunt van dat seizoen is zijn eerste hattrick voor Cambuur tegen FC Emmen op 14 februari 2011.
Op 17 juni 2011 maakte hij een transfer van SC Cambuur naar Sint-Truidense VV. Hij tekende een contract voor drie jaar en wist zich te ontpoppen tot sterkhouder van de club uit Limburg.
Op de laatste dag van de zomertransferperiode van het seizoen 2012/13 bereikte Reza een akkoord met de Belgische topclub Standard Luik. Hij zou uiteindelijk op 1 januari 2013 een speler van de Luikse club zijn. Bij de club uit Luik wist hij zich nooit te profileren als absolute sterkhouder. Op 30 januari 2014 tekende Ghoochannejhad een contract bij het op dat moment in de Championship spelende Charlton Athletic. Dat verhuurde hem in augustus 2014 voor zes maanden aan Kuwait SC en in februari 2015 aan Al-Wakrah SC.
Ghoochannejhad was aan het eind van het seizoen 2015/16 einde contract bij Charlton. Daarop keerde hij in juni 2016 na zeven jaar terug naar sc Heerenveen, waar hij een contract tot medio 2018 tekende. Hij verruilde Heerenveen in juli 2018 transfervrij voor APOEL Nicosia dat hem in 2019 verhuurde aan Sydney FC. Met Sydney werd hij Australisch landskampioen en Ghoochannejhad scoorde in de finale van de play-offs (A-League Grand Final) de beslissende penalty.
Op 2 september 2019 verruilde hij APOEL voor PEC Zwolle en bij zijn eerste optreden, na een invalbeurt in minuut 60, scoorde hij nog 4 maal.

## Clubstatistieken
| Seizoen                    | Club                 | Competitie      | Competitie | Competitie | Beker | Beker | Internationaal | Internationaal | Overig | Overig | Totaal | Totaal |
| Seizoen                    | Club                 | Competitie      | Wed.       | Dlp.       | Wed.  | Dlp.  | Wed.           | Dlp.           | Wed.   | Dlp.   | Wed.   | Dlp.   |
| -------------------------- | -------------------- | --------------- | ---------- | ---------- | ----- | ----- | -------------- | -------------- | ------ | ------ | ------ | ------ |
| 2005/06                    | sc Heerenveen        | Eredivisie      | 1          | 0          | 0     | 0     | 0              | 0              | 0      | 0      | 1      | 0      |
| 2006/07                    | sc Heerenveen        | Eredivisie      | 0          | 0          | 0     | 0     | 0              | 0              | 0      | 0      | 0      | 0      |
| 2006/07                    | → Go Ahead Eagles    | Eerste divisie  | 13         | 4          | 0     | 0     | 0              | 0              | 0      | 0      | 13     | 4      |
| 2007/08                    | sc Heerenveen        | Eredivisie      | 0          | 0          | 0     | 0     | 0              | 0              | 0      | 0      | 0      | 0      |
| 2008/09                    | sc Heerenveen        | Eredivisie      | 1          | 0          | 0     | 0     | 0              | 0              | 0      | 0      | 1      | 0      |
| 2008/09                    | → FC Emmen           | Eerste divisie  | 12         | 1          | 0     | 0     | 0              | 0              | 0      | 0      | 12     | 1      |
| 2009/10                    | Go Ahead Eagles      | Eerste divisie  | 10         | 6          | 2     | 1     | 0              | 0              | 1      | 0      | 12     | 7      |
| 2009/10                    | SC Cambuur           | Eerste divisie  | 13         | 2          | 0     | 0     | 0              | 0              | 1      | 0      | 14     | 2      |
| 2010/11                    | SC Cambuur           | Eerste divisie  | 24         | 13         | 1     | 1     | 0              | 0              | 2      | 0      | 27     | 13     |
| 2011/12                    | Sint-Truidense VV    | Eerste klasse   | 22         | 11         | 2     | 1     | 0              | 0              | 1      | 0      | 25     | 12     |
| 2012/13                    | Sint-Truidense VV    | Tweede klasse   | 10         | 6          | 3     | 3     | 0              | 0              | 0      | 0      | 13     | 9      |
| 2012/13                    | Standard Luik        | Eerste klasse   | 7          | 0          | 0     | 0     | 0              | 0              | 2      | 3      | 9      | 3      |
| 2013/14                    | Standard Luik        | Eerste klasse   | 1          | 1          | 1     | 1     | 7              | 0              | 0      | 0      | 9      | 2      |
| 2013/14                    | Charlton Athletic FC | Championship    | 15         | 1          | 2     | 0     | 0              | 0              | 0      | 0      | 17     | 1      |
| 2014/15                    | → Kuwait SC          | Premier League  | 10         | 7          | 1     | 0     | 2              | 1              | 1      | 0      | 14     | 8      |
| 2014/15                    | → Al-Wakrah SC       | Qatari League   | 9          | 2          | 0     | 0     | 0              | 0              | 0      | 0      | 9      | 2      |
| 2015/16                    | Charlton Athletic FC | Championship    | 23         | 2          | 2     | 2     | 0              | 0              | 0      | 0      | 25     | 4      |
| 2016/17                    | sc Heerenveen        | Eredivisie      | 34         | 19         | 4     | 2     | 0              | 0              | 1      | 1      | 39     | 22     |
| 2017/18                    | sc Heerenveen        | Eredivisie      | 33         | 8          | 1     | 1     | 0              | 0              | 2      | 1      | 36     | 10     |
| 2018/19                    | APOEL Nicosia        | A Divizion      | 10         | 2          | 0     | 0     | 3              | 0              | 0      | 0      | 13     | 2      |
| 2018/19                    | → Sydney FC          | A-League        | 10         | 1          | 0     | 0     | 6              | 0              | 1      | 0      | 17     | 1      |
| 2019/20                    | PEC Zwolle           | Eredivisie      | 13         | 7          | 1     | 0     | 0              | 0              | 0      | 0      | 14     | 7      |
| 2020/21                    | PEC Zwolle           | Eredivisie      | 21         | 6          | 1     | 0     | 0              | 0              | 0      | 0      | 22     | 6      |
| Carrière totaal            | Carrière totaal      | Carrière totaal | 292        | 99         | 21    | 12    | 18             | 1              | 12     | 5      | 343    | 117    |
| Bijgewerkt tot 17 mei 2021 |                      |                 |            |            |       |       |                |                |        |        |        |        |

## Interlandcarrière
In oktober 2012 maakte Ghoochannejhad zijn debuut in de Iraanse nationale voetbalploeg in de WK-kwalificatiewedstrijd tegen Zuid-Korea (1–0 overwinning). Zijn eerste twee doelpunten voor Iran maakte hij een half jaar later tegen Libanon (5–0 overwinning).
In de uitwedstrijd tegen het Zuid-Koreaans voetbalelftal in juni 2013 maakte Ghoochannejhad het enige doelpunt van de wedstrijd. Mede door deze overwinning werd Iran groepswinnaar in groep A in het WK-kwalificatietoernooi van Azië, waarmee het land zich verzekerde van deelname aan het wereldkampioenschap voetbal 2014. Bondscoach Carlos Queiroz nam hem in 2014 ook op in de 23-koppige selectie die hij meenam naar het WK. Hij speelde mee in alle groepsduels en maakte een doelpunt in de derde groepswedstrijd tegen Bosnië en Herzegovina (3–1 verlies), maar kon uitschakeling niet voorkomen. Ghoochannejhad maakte ook deel uit van de selectie van Iran op het Aziatisch kampioenschap voetbal 2015 en het Wereldkampioenschap voetbal 2018.
| Interlands van Reza Ghoochannejhad voor Iran | Interlands van Reza Ghoochannejhad voor Iran | Interlands van Reza Ghoochannejhad voor Iran | Interlands van Reza Ghoochannejhad voor Iran | Interlands van Reza Ghoochannejhad voor Iran | Interlands van Reza Ghoochannejhad voor Iran |
| №                                            | Datum                                        | Wedstrijd                                    | Uitslag                                      | Competitie                                   | Doelpunten                                   |
| Als speler van Sint-Truidense VV             | Als speler van Sint-Truidense VV             | Als speler van Sint-Truidense VV             | Als speler van Sint-Truidense VV             | Als speler van Sint-Truidense VV             | Als speler van Sint-Truidense VV             |
| -------------------------------------------- | -------------------------------------------- | -------------------------------------------- | -------------------------------------------- | -------------------------------------------- | -------------------------------------------- |
| 1.                                           | 16 oktober 2012                              | Iran – Zuid-Korea                            | 1 – 0                                        | Kwalificatie WK 2014                         | 0                                            |
| 2.                                           | 14 november 2012                             | Iran – Oezbekistan                           | 1 – 1                                        | Kwalificatie WK 2014                         | 0                                            |
| Als speler van Standard Luik                 |                                              |                                              |                                              |                                              |                                              |
| 3.                                           | 6 februari 2013                              | Iran – Libanon                               | 5 – 0                                        | Kwalificatie AK 2015                         | 2                                            |
| 4.                                           | 26 maart 2013                                | Koeweit – Iran                               | 1 – 1                                        | Kwalificatie AK 2015                         | 0                                            |
| 5.                                           | 4 juni 2013                                  | Qatar – Iran                                 | 0 – 1                                        | Kwalificatie WK 2014                         | 1                                            |
| 6.                                           | 11 juni 2013                                 | Iran – Libanon                               | 4 – 0                                        | Kwalificatie WK 2014                         | 1                                            |
| 7.                                           | 18 juni 2013                                 | Zuid-Korea – Iran                            | 0 – 1                                        | Kwalificatie WK 2014                         | 1                                            |
| 8.                                           | 15 oktober 2013                              | Iran – Thailand                              | 2 – 1                                        | Kwalificatie AK 2015                         | 1                                            |
| 9.                                           | 15 november 2013                             | Thailand – Iran                              | 0 – 3                                        | Kwalificatie AK 2015                         | 1                                            |
| 10.                                          | 19 november 2013                             | Libanon – Iran                               | 1 – 4                                        | Kwalificatie AK 2015                         | 1                                            |
| Als speler van Charlton Athletic FC          |                                              |                                              |                                              |                                              |                                              |
| 11.                                          | 5 maart 2014                                 | Iran – Guinee                                | 1 – 2                                        | Vriendschappelijk                            | 0                                            |
| 12.                                          | 18 mei 2014                                  | Iran – Wit-Rusland                           | 0 – 0                                        | Vriendschappelijk                            | 0                                            |
| 13.                                          | 26 mei 2014                                  | Montenegro – Iran                            | 0 – 0                                        | Vriendschappelijk                            | 0                                            |
| 14.                                          | 30 mei 2014                                  | Iran – Angola                                | 1 – 1                                        | Vriendschappelijk                            | 0                                            |
| 15.                                          | 8 juni 2014                                  | Trinidad en Tobago – Iran                    | 0 – 2                                        | Vriendschappelijk                            | 1                                            |
| 16.                                          | 16 juni 2014                                 | Iran – Nigeria                               | 0 – 0                                        | WK 2014                                      | 0                                            |
| 17.                                          | 21 juni 2014                                 | Argentinië – Iran                            | 1 – 0                                        | WK 2014                                      | 0                                            |
| 18.                                          | 25 juni 2014                                 | Bosnië en Herzegovina – Iran                 | 3 – 1                                        | WK 2014                                      | 1                                            |
| 19.                                          | 4 januari 2015                               | Irak – Iran                                  | 0 – 1                                        | Vriendschappelijk                            | 0                                            |
| 20.                                          | 11 januari 2015                              | Iran – Bahrein                               | 2 – 0                                        | Aziatisch kampioenschap                      | 0                                            |
| 21.                                          | 15 januari 2015                              | Qatar – Iran                                 | 0 – 1                                        | Aziatisch kampioenschap                      | 0                                            |
| 22.                                          | 19 januari 2015                              | Iran – Verenigde Arabische Emiraten          | 1 – 0                                        | Aziatisch kampioenschap                      | 1                                            |
| 23.                                          | 23 januari 2015                              | Iran – Irak                                  | 3 – 3                                        | Aziatisch kampioenschap                      | 1                                            |
| 24.                                          | 26 maart 2015                                | Iran – Chili                                 | 2 – 0                                        | Vriendschappelijk                            | 0                                            |
| 25.                                          | 31 maart 2015                                | Zweden – Iran                                | 3 – 1                                        | Vriendschappelijk                            | 0                                            |
| 26.                                          | 11 juni 2015                                 | Oezbekistan – Iran                           | 0 – 1                                        | Vriendschappelijk                            | 0                                            |
| 27.                                          | 16 juni 2015                                 | Turkmenistan – Iran                          | 1 – 1                                        | Kwalificatie WK 2018                         | 0                                            |
| 28.                                          | 12 november 2015                             | Iran – Turkmenistan                          | 3 – 1                                        | Kwalificatie WK 2018                         | 0                                            |
| Als speler van sc Heerenveen                 |                                              |                                              |                                              |                                              |                                              |
| 29.                                          | 1 september 2016                             | Iran – Qatar                                 | 2 – 0                                        | Kwalificatie WK 2018                         | 1                                            |
| 30.                                          | 6 september 2016                             | China – Iran                                 | 0 – 0                                        | Kwalificatie WK 2018                         | 0                                            |
| 31.                                          | 6 oktober 2016                               | Oezbekistan – Iran                           | 0 – 1                                        | Kwalificatie WK 2018                         | 0                                            |
| 32.                                          | 10 november 2016                             | Papoea-Nieuw-Guinea – Iran                   | 1 – 8                                        | Vriendschappelijk                            | 2                                            |
| 33.                                          | 15 november 2016                             | Syrië – Iran                                 | 0 – 0                                        | Kwalificatie WK 2018                         | 0                                            |
| 34.                                          | 28 maart 2017                                | Iran – China                                 | 1 – 0                                        | Kwalificatie WK 2018                         | 0                                            |
| 35.                                          | 4 juni 2017                                  | Montenegro – Iran                            | 1 – 2                                        | Vriendschappelijk                            | 0                                            |
| 36.                                          | 12 juni 2017                                 | Iran – Oezbekistan                           | 2 – 0                                        | Kwalificatie WK 2018                         | 0                                            |
| 37.                                          | 31 augustus 2017                             | Iran – Zuid-Korea                            | 0 – 0                                        | Kwalificatie WK 2018                         | 0                                            |
| 38.                                          | 5 oktober 2017                               | Iran – Togo                                  | 2 – 0                                        | Vriendschappelijk                            | 0                                            |
| 39.                                          | 13 november 2017                             | Venezuela – Iran                             | 0 – 1                                        | Vriendschappelijk                            | 0                                            |
| 40.                                          | 23 maart 2018                                | Tunesië – Iran                               | 1 – 0                                        | Vriendschappelijk                            | 0                                            |
| 41.                                          | 28 mei 2018                                  | Turkije – Iran                               | 2 – 1                                        | Vriendschappelijk                            | 0                                            |
| 42.                                          | 8 juni 2018                                  | Litouwen – Iran                              | 0 – 1                                        | Vriendschappelijk                            | 0                                            |

Bijgewerkt op 12 september 2019.

## Erelijst
Sydney FC
- A-League: 2018/19